# Oekraïners in Estland
Met Oekraïners in Estland (Oekraïens: Українці в Естонії, Ests: Eesti ukrainlased) worden Estse burgers van Oekraïense (etnische) achtergrond aangeduid. Volgens de meest recente volkstelling, gehouden op 31 december 2021, telde Estland 27.828 etnische Oekraïners (exclusief vluchtelingen na de Russische invasie van Oekraïne in 2022). De Oekraïners vormden hiermee 2,09% van de totale bevolking, wat ze de derde bevolkingsgroep in het land maakt (op etnische Esten en Russen na).

## Bevolking
In de eerste en enige volkstelling in het Russische Rijk van 1897 werden 504 etnische Oekraïners op 958.351 inwoners geregistreerd, wat minder dan 0,1% van de Estse bevolking was. De daaropvolgende decennia nam het aantal Oekraïners af, terwijl de Estse bevolking toenam. In 1934 bereikte het aantal Oekraïners in Estland een historisch dieptepunt met slechts 92 personen. In de periode 1944 tot 1991 bevorderden de Sovjet-autoriteiten de Russificatie van de Estische Socialistische Sovjetrepubliek, waardoor duizenden (Russischtalige) Oekraïners zich in Estland vestigden. In 1959 woonden er 15.769 etnische Oekraïners, terwijl dit in 1970 bijna verdubbelde naar 28.086 personen. Volgens de daaropvolgende twee volkstellingen steeg het aantal Oekraïners verder van 36.044 personen in 1979 naar 48.271 personen in de laatste Sovjetvolkstelling van 1989. In 1989 vormden de Oekraïners ruim 3% van de toenmalige Estse bevolking van 1,565 miljoen personen. Het aantal Oekraïners is echter na de val van het communisme drastisch afgenomen, vooral vanwege emigratie maar ook vanwege verslechterde demografische indicatoren (laag geboortecijfer, hoog sterftecijfer). In 2000 werden er 29.012 Oekraïners geregistreerd (c. 2,1% van de bevolking), wat afnam naar 22.573 Oekraïners in 2011. Tussen 2011 en 2017 bleef het aantal Oekraïners relatief stabiel, totdat in 2020 een sterke immigratie vanuit Oekraïne op gang kwam vanwege de gunstigere economische situatie in Estland. Op 1 januari 2021 woonden er al 27.254 Oekraïners in Estland, wat aan het einde van het jaar, op Oudejaarsavond, steeg naar 27.828  personen (+574 personen, wat gelijk is aan een jaarlijkse groei van +2,11%. De Oekraïners vormden hiermee - samen met de Letten - de snelstgroeiende etnische groep in Estland in 2021. Als gevolg van de Russische invasie van Oekraïne in 2022 vluchtten duizenden Oekraïners naar Estland. Op 28 juni 2022 woonden er volgens het Bureau van de Hoge Commissaris van de Verenigde Naties voor de Vluchtelingen al 43.909 Oekraïense vluchtelingen in Estland.

### Verspreiding
Een ruime meerderheid van de 27.828 Oekraïners woonden in de provincie Harjumaa, waar ze met 18.886 personen ruim 3% van de bevolking vormden. De meeste Oekraïners in Harjumaa woonden in vervolgens in Tallinn, waar de 15.450 Oekraïners op 437.817 inwoners ruim 3,5% van de bevolking uitmaakten. Een andere provincie met een bovengemiddeld hoge concentratie van Oekraïners was Ida-Virumaa, waar de 3.300 Oekraïners ongeveer 2,5% van de bevolking vormden. In Narva en Tartu woonden ongeveer tussen de 1.100 en 1.150 Oekraïners, wat 2% respectievelijk 1% van de bevolking van deze steden was.
| Provincie     | Oekraïners (2021) | %     |
| ------------- | ----------------- | ----- |
| Harjumaa      | 18.886            | 3,07% |
| Hiiumaa       | 16                | 0,19% |
| Ida-Virumaa   | 3.265             | 2,46% |
| Järvamaa      | 413               | 1,39% |
| Jõgevamaa     | 184               | 0,66% |
| Läänemaa      | 199               | 0,98% |
| Lääne-Virumaa | 818               | 1,39% |
| Pärnumaa      | 1.171             | 1,37% |
| Põlvamaa      | 133               | 0,55% |
| Raplamaa      | 247               | 0,74% |
| Saaremaa      | 84                | 0,27% |
| Tartumaa      | 1.507             | 0,96% |
| Valgamaa      | 451               | 1,63% |
| Viljandimaa   | 315               | 0,69% |
| Võrumaa       | 139               | 0,41% |

## Religie
Volgens de volkstelling van 2011 is het christendom (52,77%) de grootste religie onder de Oekraïners in Estland. Vooral de Oosters-orthodoxe Kerk had, net als bij de Russische en Wit-Russische minderheid in Estland, een relatief grote aanhang met 10.816 gelovigen, oftewel 47,92% van alle Oekraïners. Andere christelijke denominaties waren de Jehova's getuigen (330 personen - 1,46%), het baptisme (155 gelovigen - 0,68%) en de pinksterbeweging (147 personen - 0,65%). Ongeveer een kwart van de Oekraïners - 24,82% om precies te zijn - had geen religie, terwijl van 18,73% de religieuze overtuiging onbekend is. Al met al zijn de Oekraïners (alsmede andere Oostelijke Slaven, zoals de Russen en Wit-Russen) vaker beoefenaars van een religie vergeleken met de etnische Esten (van wie slechts 19,5% zich verbonden met een religie of levensbeschouwelijke groepering voelt).